# 2013 en musique classique
| \| • Retour à la chronologie générale de la musique classique • \| |
| Grèce • Rome • Haut Moyen Âge • VIIIe siècle • IXe siècle • Xe siècle • XIe siècle XIIe siècle • XIIIe siècle • XIVe siècle • XVe siècle • XVIe siècle • XVIIe siècle XVIIIe siècle • XIXe siècle • XXe siècle • XXIe siècle |
| • Retour à la chronologie générale de la musique classique • |

| Années en musique classique : 2010 - 2011 - 2012 - 2013 - 2014 - 2015 - 2016    |
| Décennies en musique classique : 1980 - 1990 - 2000 - 2010 - 2020 - 2030 - 2040 |

## Événements
- 1er janvier : concert du nouvel an de l'orchestre philharmonique de Vienne au Musikverein, dirigé par Franz Welser-Möst.
- Juillet - août : reprise de Crispino e la comare, opéra-comique de Luigi Ricci et Federico Ricci dans le cadre du Festival de la vallée d'Itria à Martina Franca.
- 7 septembre : Marin Alsop est la première femme à diriger la Last Night of the Proms, au Royal Albert Hall à Londres.
- 14 septembre : ouverture du Museo del violino à Crémone.

### Créations
- 22 janvier : première mondiale de The Perfect American, opéra de Philip Glass au Teatro Real de Madrid sous la direction de Dennis Russell Davies.
- 5 mars : 
  - Création de La Dispute, opéra de Benoît Mernier à La Monnaie de Bruxelles.
  - Création de Radio Rewrite de Steve Reich par le London Sinfonietta à Londres.
- 27 mars : création de Claude, opéra de Thierry Escaich à l'Opéra de Lyon.
- 29 mars : La Chute de Fukuyama, opéra de Grégoire Hetzel, est créé à la salle Pleyel à Paris.
- 12 avril : première mondiale de The Lost, opéra de Philip Glass au Musiktheater de Linz sous la direction de Dennis Russell Davies.
- 24 août :  les Variations on an Elizabethan Theme (nouvelle version) pour orchestre à cordes, composées par Lennox Berkeley, Benjamin Britten, Arthur Oldham, Humphrey Searle, Michael Tippett, John Woolrich, Tansy Davies et William Walton, sont créées par l'English Chamber Orchestra, conduit par Paul Watkins (musicien) (en) (voir 1953 pour la première version).
- 25 octobre : Paradise Reloaded (Lilith), opéra de Péter Eötvös, créé à Vienne en Autriche.

#### Date indéterminée
- Octobre : création au Grand Théâtre de Luxembourg du premier opéra d'Éric Tanguy, Photo d'un enfant avec une trompette, sur un livret de Michel Blanc, commande du Théâtre des Bouffes du Nord, par l'Ensemble de Basse-Normandie dirigé par le chef d'orchestre Jean Deroyer.

### Fondations
- Fondation de l'Orchestre de l'Agora (Montréal, Québec, Canada).

## Prix
- 11 janvier : Mariss Jansons reçoit le Prix Ernst-von-Siemens.
- 2 juin : Boris Giltburg obtient le premier prix de piano du Concours musical international Reine Élisabeth de Belgique.
- Caroline Shaw reçoit le Prix Pulitzer de musique.
- Mariss Jansons reçoit le Prix Ernst-von-Siemens.
- Kaija Saariaho reçoit le Prix Polar Music.
- Sir Thomas Allen reçoit la Queen's Medal for Music.
- Edita Gruberová reçoit le Prix musical Herbert-von-Karajan.
- Plácido Domingo reçoit le Praemium Imperiale.
- Simon Rattle reçoit le Prix musical Léonie-Sonning.
- Michel van der Aa reçoit le Grawemeyer Award pour Up-close.
- Kaija Saariaho est lauréate du grand prix lycéen des compositeurs.
- Benet Casablancas reçoit le Prix national de musique.

## Décès

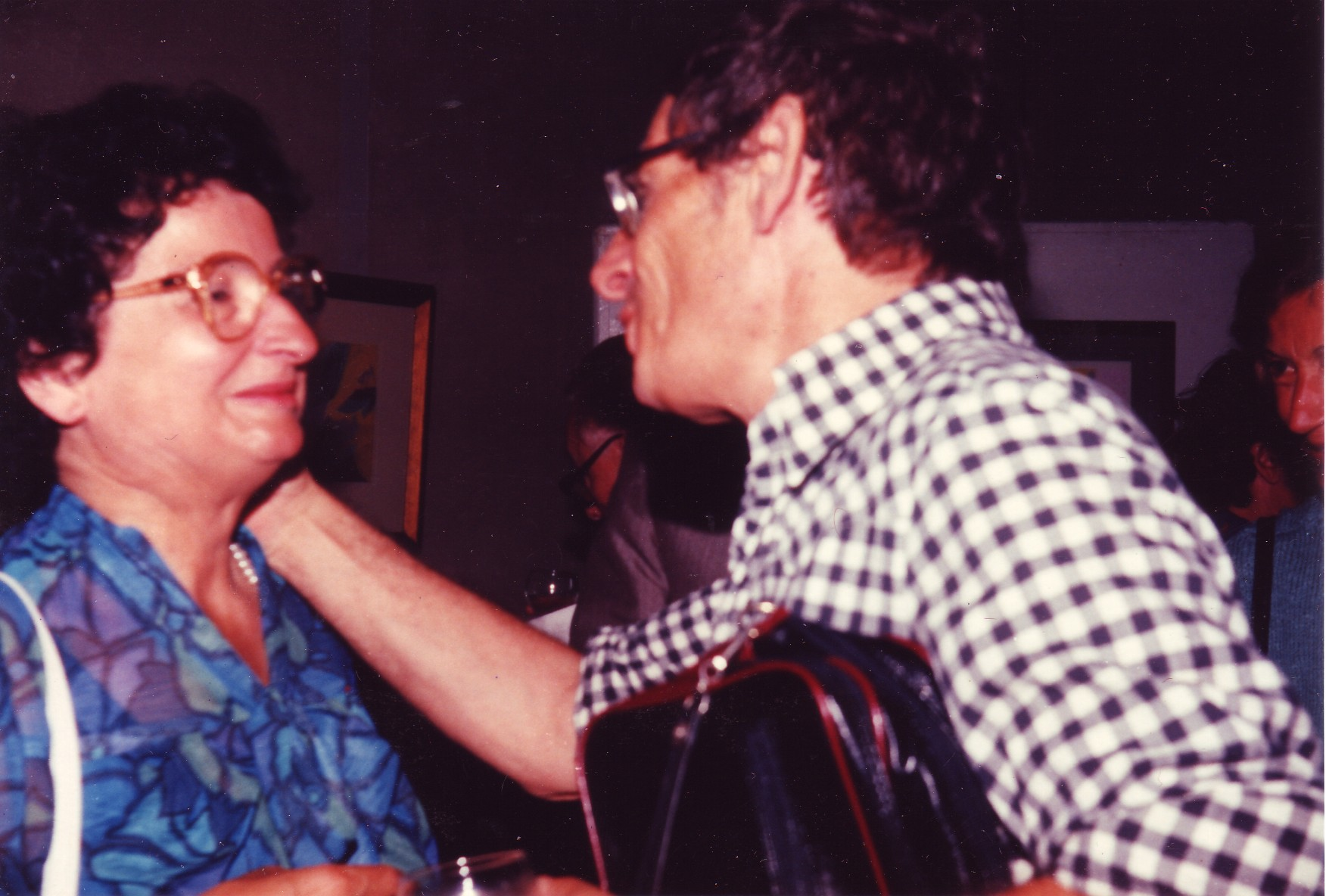
Marie-Claire Alain et Henri Lémonon

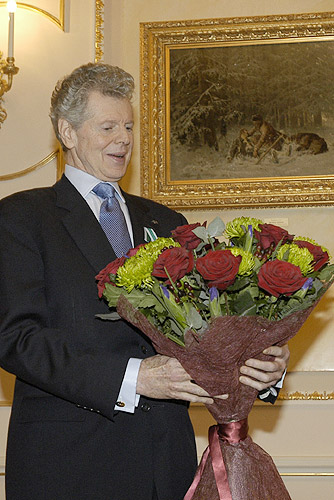
Van Cliburn

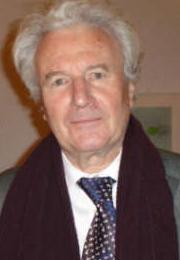
Colin Davis

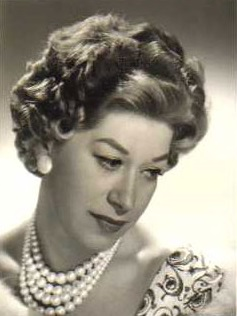
Regina Resnik

- 15 janvier : Yuli Turovsky, violoncelliste et chef d'orchestre russe (° 7 juin 1939).
- 17 janvier : Lizbeth Webb, chanteuse soprano et actrice de théâtre britannique (° 30 janvier 1926).
- 22 janvier : Olga Szőnyi, chanteuse lyrique hongroise (° 2 juillet 1933).
- 26 janvier : Hans Ulrich Lehmann, compositeur suisse (° 4 mai 1937).
- 5 février : Egil Hovland, compositeur norvégien (° 18 octobre 1924).
- 7 février : Michel Fusté-Lambezat, compositeur, chef d'orchestre et hautboïste français (° 26 février 1934).
- 8 février :
  - James DePreist, chef d'orchestre américain (° 21 novembre 1936).
  - David Lloyd, ténor et pédagogue américain (° 29 février 1920).
- 12 février : Kurt Redel, flûtiste et chef d'orchestre allemand (° 8 octobre 1918).
- 16 février : Eric Ericson, chef de chœur suédois (° 26 octobre 1918).
- 22 février :
  - Claude Monteux, flûtiste, chef d'orchestre et pédagogue américain (° 15 octobre 1920)
  - Wolfgang Sawallisch, chef d'orchestre et pianiste allemand (° 26 août 1923).
- 26 février : Marie-Claire Alain, organiste française (° 10 août 1926).
- 27 février : Van Cliburn, pianiste américain (° 12 juillet 1934).
- 1er mars : Rafael Puyana, claveciniste colombien (° 14 octobre 1931).
- 20 mars : Risë Stevens, mezzo-soprano américaine (° 11 juin 1913).
- mars : Jack Ledru, compositeur français (° 1922).
- 3 avril : Robert Ward, compositeur et pédagogue américain (° 13 septembre 1917)
- 11 avril : Thomas Hemsley, baryton britannique (° 12 avril 1927).
- 14 avril : Colin Davis, chef d'orchestre britannique (° 25 septembre 1927).
- 15 avril : Jean-François Paillard, chef d'orchestre français (° 12 avril 1928).
- 21 avril : Jean-Michel Damase, pianiste et compositeur français (° 27 janvier 1928).
- 23 avril :
  - Walter Boeykens, clarinettiste et chef d'orchestre belge (° 6 janvier 1938).
  - Micheline Grancher, mezzo-soprano française ( ° 22 mars 1929).
- 28 avril : János Starker, violoncelliste américain d'origine hongroise (° 5 juillet 1924).
- 29 avril : John La Montaine, compositeur et pianiste américain (° 17 mars 1920).
- 8 mai : Irina Elcheva, compositrice russe (° 28 novembre 1926).
- 15 mai : Albert Lance, ténor français d'origine australienne (° 12 juillet 1925).
- 22 mai : Henri Dutilleux, compositeur français (° 22 janvier 1916).
- 1er juin : Jean Costa, organiste français (° 15 juin 1924).
- 2 juin : Mario Bernardi, chef d'orchestre canadien (° 20 août 1930).
- 9 juin : Bruno Bartoletti, chef d'orchestre italien (° 10 juin 1926).
- 12 juin : Benedict Elide Odiase, compositeur nigérian (° 1934).
- 29 juin : Serge Blanc, violoniste français (° 31 décembre 1929).
- 7 juillet : Jacques Dejean, violoniste français (° 13 décembre 1919).
- 13 juillet :
  - Udo Reinemann, baryton allemand (° 6 août 1942).
  - Étienne Vatelot, luthier français (° 13 novembre 1925).
- 15 juillet : Noël Lee, pianiste et compositeur américain (° 25 décembre 1924).
- 22 juillet : Roger Tellart, musicologue français (° 9 mars 1932).
- 8 août : Regina Resnik, mezzo-soprano américaine (° 30 août 1922).
- 12 août : Spass Wenkoff, ténor bulgare (° 23 septembre 1928).
- 30 août : Lotfi Mansouri, administrateur, impresario et directeur d'opéra américain (° 15 juin 1929).
- 2 septembre : Makoto Moroi, compositeur et critique musical japonais (° 17 décembre 1930).
- 7 septembre :
  - Ilja Hurník, compositeur et essayiste tchèque (° 25 novembre 1922).
  - József Karai, compositeur hongrois (° 8 novembre 1927).
- 25 septembre : Hans-Joachim Rotzsch, chef de chœur allemand et Thomaskantor (° 25 avril 1929).
- 4 octobre : Akira Miyoshi, compositeur japonais (° 10 janvier 1933).
- 25 octobre : Lawrence Leighton Smith, chef d'orchestre et un pianiste américain (° 8 avril 1936).
- 3 novembre : Bernard Roberts, pianiste britannique (° 23 juillet 1933).
- 8 novembre : Arnold Rosner, compositeur américain (° 8 novembre 1945).
- 20 novembre : Roland de Candé, musicologue français (° 22 juillet 1923).
- 21 novembre :
  - Bernard Parmegiani, compositeur français (° 27 octobre 1927).
  - Conrad Susa, compositeur américain (° 26 avril 1935).
- 6 décembre : Tom Krause, baryton-basse finlandais (° 5 juillet 1934).
- 8 décembre :
  - Ernest Sauter, compositeur allemand (° 9 juillet 1928).
  - Sándor Szokolay, compositeur hongrois (° 30 mars 1931).
- 13 décembre : Marcel Cellier, ethnomusicologue, musicien poly-instrumentiste, éditeur et producteur de musique (° 29 octobre 1925).
- 19 décembre : Winton Dean, musicologue anglais (° 18 mars 1916).
- 21 décembre : Lars Edlund, compositeur, organiste et professeur de musique suédois (° 6 novembre 1922).
- 27 décembre : Gianna D'Angelo, soprano américaine (° 18 novembre 1929).
- 30 décembre : Katja Andy, pianiste et professeure de piano américaine (° 23 mai 1907).